# Caussols
Caussols település Franciaországban, Alpes-Maritimes megyében. Lakosainak száma 322 fő (2022. január 1.). Caussols Andon, Le Bar-sur-Loup, Cipières, Gourdon és Saint-Vallier-de-Thiey községekkel határos.

## Népesség
A település népességének változása:
| Lakosok száma | 60   | 99   | 117  | 219  | 252  | 260  | 287  | 298  | 302  | 322  |
|               | 1968 | 1982 | 1990 | 2006 | 2013 | 2015 | 2017 | 2019 | 2020 | 2022 |